# San Marino (California)
San Marino es una ciudad en el Condado de Los Ángeles, California, EE. UU..  Es una de las ciudades más caras para vivir en los Estados Unidos. El promedio del precio de las casas en 2008 era de 1,55 millones de US$. La ciudad se llama así por la República de San Marino, la cual también está presente en el sello de la ciudad, con las Tres Torres de San Marino.
La pequeña comunidad de San Marino esta densamente poblada, con un poder adquisitivo mayor al resto del condado. La ciudad es conocida  por conservar perfectamente sus casas antiguas, y también por sus estrictas leyes de parcelación.

## Demografía
En el censo del 2000, había 12 945 personas, 4266 hogares y 3673 familias residiendo en la ciudad. La densidad poblacional fue de 1325,8 /km². La ciudad contaba con 4437 unidades habitacionales con un promedio de densidad de 454,4 /km². La demografía de la ciudad fue del 48,98 % blanca, 0,15 % afroamericana, 0,05 % amerindio, 48,4 % asiático (principalmente chinos), 0,08 % polinesios, 1,04 % de otras razas, y 2,30 % de dos o mes razas. Los hispanos o latinos de cualquier raza fueron del 6,25 % de la población. Más de un tercio de la población, o el 33,3 % nacieron fuera de los Estados Unidos.

## Gobierno
El Consejo Municipal de San Marino está compuesto por cinco miembros, electos a un término de cuatro años y según la preferencia del votante, las elecciones son realizadas en el martes después del primer lunes en noviembre durante las elecciones estatales y federales generales en años parejos. La ciudad también tiene el departamento de bomberos, el departamento de policía, el departamento de obras públicas, el departamento de parques y recreación y una biblioteca municipal.